# Hannelore Zober
Hannelore Zober (Leipzig, 6 de novembro de 1946) é uma ex-handebolista alemã, medalhista olímpica.

## Carreira
Hannelore Zober fez parte da equipe alemã oriental do handebol feminino, prata em Montreal 1976 e bronze Moscou 1980, com um total de 9 jogos como goleira.